# Box-office Russie 2020

## Les millionnaires
| Class. | Titre                         | Pays                   | Réalisateur                   | Box-Office Russie |
| ------ | ----------------------------- | ---------------------- | ----------------------------- | ----------------- |
| 1      | La Glace 2                    | Drapeau de la Russie   | Jora Kryjovnikov              | 19 591 469 $      |
| 1      | The Gentlemen                 | Drapeau des États-Unis | Guy Ritchie                   | 16 955 591 $      |
| 3      | Tenet                         | Drapeau des États-Unis | Christopher Nolan             | 13 132 014 $      |
| 4      | Sonic, le film                | Drapeau des États-Unis | Jeff Fowler                   | 10 624 853 $      |
| 5      | Kholop                        | Drapeau de la Russie   | Klim Chipenko                 | 10 448 003 $      |
| 6      | Bad Boys for Life             | Drapeau des États-Unis | Adil El Arbi et Bilall Fallah | 9 379 162 $       |
| 7      | Le Voyage du Docteur Dolittle | Drapeau des États-Unis | Stephen Gaghan                | 9 130 209 $       |
| 8      | Neposredstvenno Kakha         | Drapeau de la Russie   | Viktor Chamirov               | 7 646 385 $       |
| 9      | Un homme parfait              | Drapeau des États-Unis | David M. Rosenthal            | 6 954 186 $       |
| 10     | Les Incognitos                | Drapeau des États-Unis | Nick Bruno et Troy Quane      | 6 380 400 $       |
| 11     | Birds of Prey                 | Drapeau des États-Unis | Cathy Yan                     | 6 135 978 $       |
| 12     | Hôtel Belgrade                | Drapeau de la Russie   | Konstantin Statskiy           | 6 029 821 $       |
| 13     | En avant                      | Drapeau des États-Unis | Dan Scanlon                   | 5 583 523 $       |
| 14     | Mulan                         | Drapeau des États-Unis | Niki Caro                     | 5 398 389 $       |
| 15     | Streltsov                     | Drapeau de la Russie   | Ilya Ouchitel                 | 4 952 355 $       |